# Asociación de Universidades Europeas
La Asociación de Universidades Europeas (en inglés European University Association, EUA) representa y apoya a más de 850 instituciones de educación superior en 47 países, y les ofrece un foro de cooperación e intercambio de información sobre educación y políticas de investigación. Los miembros son universidades europeas involucradas en educación e investigación, asociaciones nacionales de rectores y otras organizaciones activas en ese ámbito.
La organización surgió de la fusión entre la asociación de universidades y la Confederación de Uniones Europeas de Rectores (CRE, por sus siglas en inglés). La fusión tuvo lugar en Salamanca el 31 de marzo de 2001. Su actual presidente es Josep Maria Garrell, antiguo rector de la Universidad Ramon Llull.